# Mundame
Mundame (ou Moundamé) est un village du Cameroun situé dans la Région du Sud-Ouest, à environ 2 km du fleuve  Moungo. Il est rattaché à la commune de Muyuka.

## Population
Lors du recensement de 2005, le village comptait 98 habitants.

## Histoire
À l'époque coloniale, Mundame était une station de collecte de produits commerciaux tels que le caoutchouc, l'huile de palme et de l'ivoire pour le transport par voie fluviale au niveau de la côte atlantique. La localité a été bien peuplée des populations diverses dont Bakundu, Bafo et éventuellement Bebum. Dr Schwartz a fait une expédition en 1885 en passant par Mundame, puis est allé par voie terrestre à Mambanda et Kumba avant de retourner à Ikiliwindi.
La firme Jantzen und Thormählen a établi une usine à Mundame en 1889, comme base d'expansion vers le nord-ouest.  
En 1892, les Allemands avaient construit une maison en bois et une caserne de tôle ondulée, de même qu'un magasin. Ils avaient fait une clairière plantée de palmiers, de taro, de manioc, de maïs et de riz, ainsi que des pommes de terre et autres légumes venant de l'Europe.  
Toutefois, les commerçants Douala transportaient les marchandises en canoë sur le Moungo plus économique, et les commerçants Efik de Calabar au Nigeria ont éloigné leur commerce plus au nord par la rivière Cross. En 1892, l'usine a été abandonnée. 
En 1900, Gesellschaft North-West Kamerun (GNK) a envoyé une expédition menée par Hptm von Ramsay de Douala par Mundame sur la Cross River. 
Mundame est devenu une base militaire à partir de laquelle les forces allemandes ont riposté contre les populations locales qui se plaignaient des conditions brutales des plantations. La ville, revitalisée en centre de distribution, fournira des ouvriers pour le transport des marchandises dans la région de Cross River. 

Vues de Mundame sous le protectorat allemand (1904)
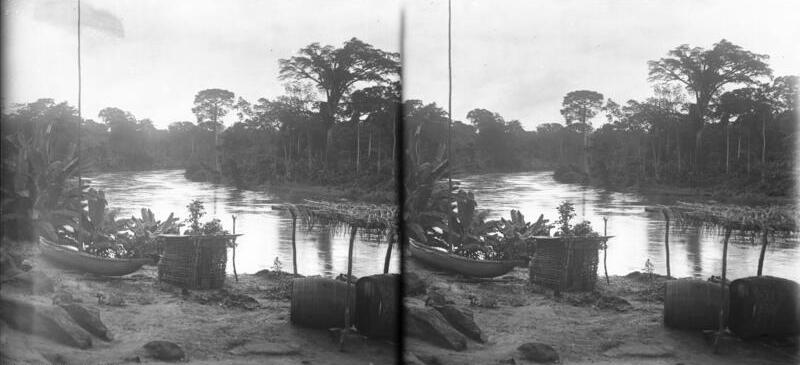
Au bord du Mungo
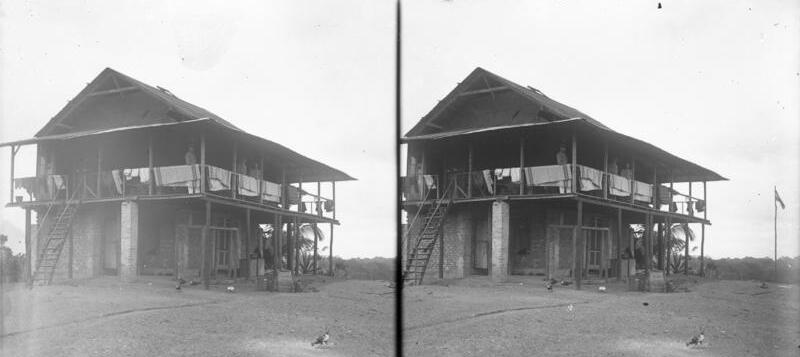
Poste militaire
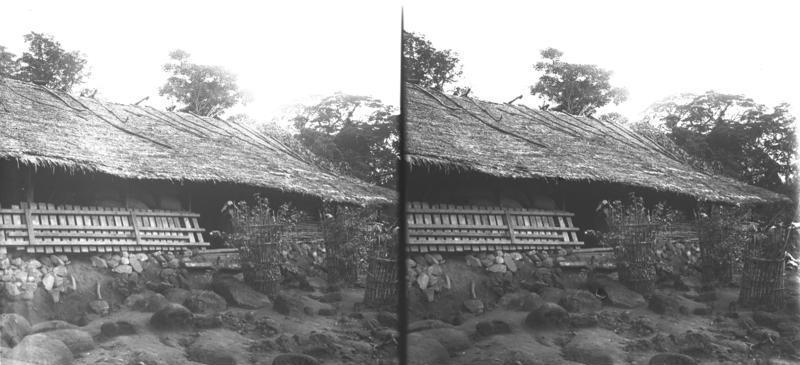
Maison d'un négociant allemand

En 1970, Mundame a été décrit comme un village forestier avec un niveau relativement élevé d'infection par le ver parasite Onchocerca volvulus, l'agent causal de la cécité des rivières.